# Івановка (Амурська область)
Івановка, Іванівка (рос. Ивановка) — село у Івановському районі Амурської області Російської Федерації. Районний центр. Розташоване на території українського історичного та етнічного краю Зелений Клин.
Центр органу місцевого самоврядування Івановської сільради. Населення становить 6388 осіб (2018).

## Історія
У 1926-1930 роках належало до Івановського району Амурської округи Далекосхідного краю, що належав до районів часткової українізації, у якому мало бути забезпечено обслуговування українського населення його рідною мовою шляхом створення спеціяльних перекладових бюро при виконкомі та господарських організаціях. З 20 жовтня 1932 року ввійшло до складу новоутвореної Амурської області.
З 1 січня 2006 року входить до складу муніципального утворення Івановська сільрада.